# Miroslava Kopicová
Petra Buzková, née le 3 octobre 1951 à Kadaň, est une haute fonctionnaire et femme politique tchèque.

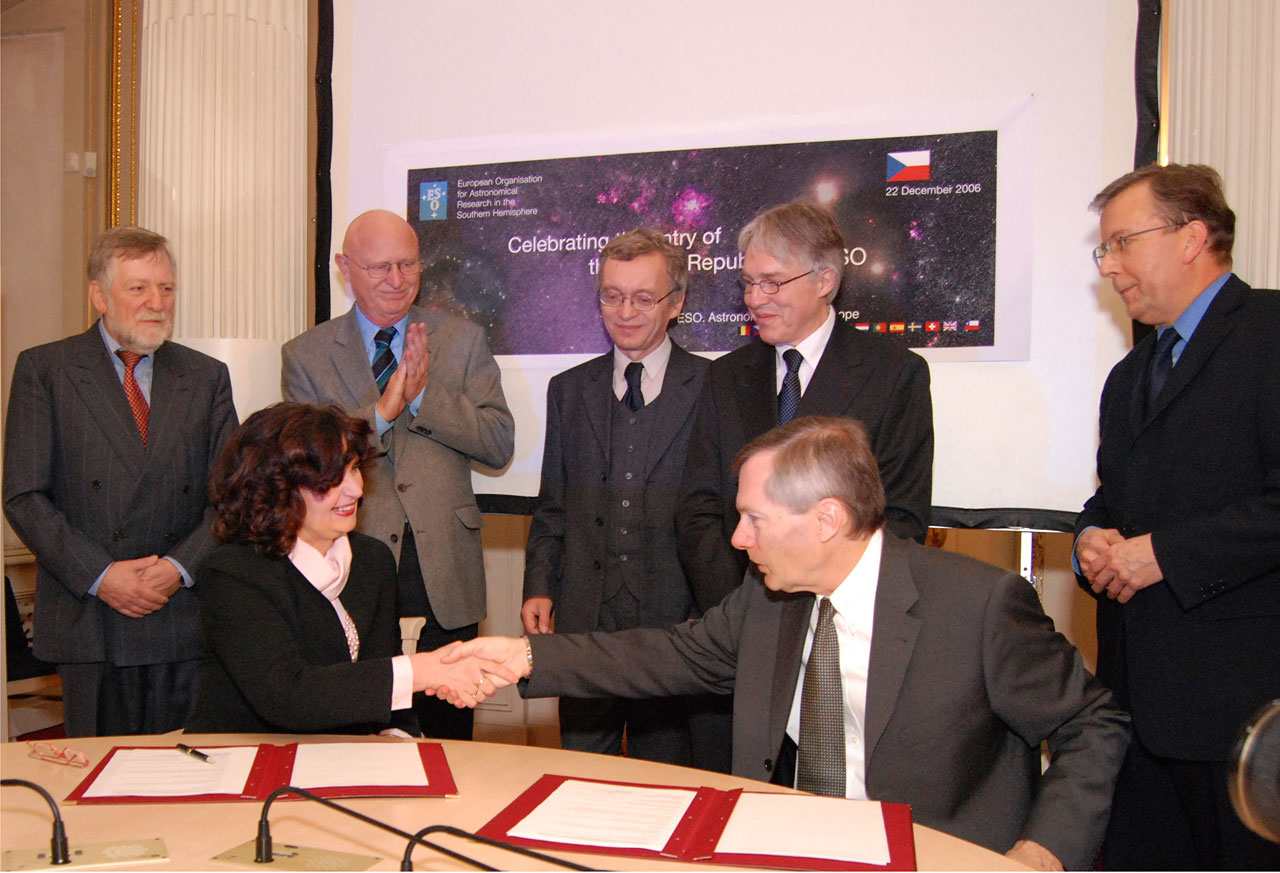
Miroslava Kopicová en janvier 2007.